# Zuleikha Hassan
Zuleikha Hassan é uma política do Quénia. Ela é membro do Movimento Democrático Laranja, representante do Condado de Kwale e membro do Parlamento.

## Primeiros anos e educação
Ela frequentou a Coast Academy e o Gaborone Junior Center, onde adquiriu a sua educação O-Level. Mais tarde, na Legae Academy em Gaborone, Botswana, ela concluiu o ensino médio. Ela é bacharel em Desenvolvimento e Transformação Social pela Universidade da Cidade do Cabo, África do Sul.

## Carreira
Hassan é actualmente membro do parlamento pelo condado de Kwale, cargo que ocupa desde 2017. Foi Coordenadora Nacional da Juventude do Movimento Democrático Laranja (ODM) até 2008, altura em que foi promovida a Vice-Presidente Nacional da Juventude do partido. Ela é a fundadora e presidente da Associação de Mulheres Muçulmanas de Taqwa, Mariakani. Ela também co-fundou o Fórum Interpartidário da Juventude no Quénia e é supervisora do programa da Associação Muçulmana de Educação e Bem-Estar (MEWA).
Em 7 de agosto de 2019, ela foi expulsa do parlamento por trazer o seu bebé de 5 meses para as câmaras parlamentares. Em protesto à sua remoção, sabe-se que vários deputados abandonaram o parlamento naquele dia. Este incidente tornou-se viral e gerou debates nas redes sociais.

## Vida pessoal
Ela é uma mulher casada e mãe de três filhos.